# Gmina Nidzica
Die Gmina Nidzica [ɲiˈʥiʦa] ist eine Stadt-und-Land-Gemeinde im Powiat Nidzicki der Woiwodschaft Ermland-Masuren in Polen. Sitz des Powiats und der Gemeinde ist die gleichnamige Stadt (deutsch Neidenburg) mit 13.762 Einwohnern  (Stand: 30. Juni 2019).

## Geographie

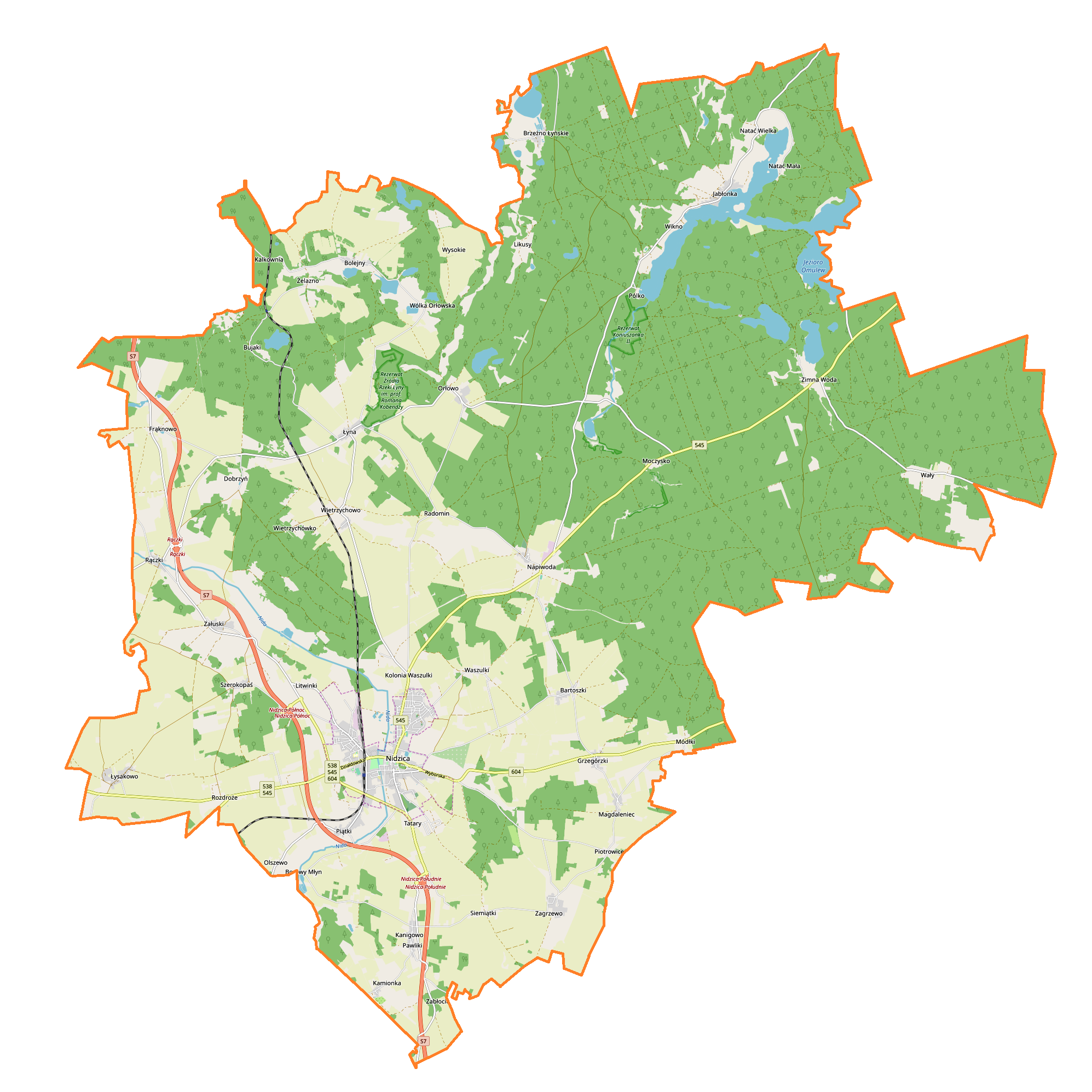
Karte der Gemeinde

Die Gemeinde liegt im Südwesten der Woiwodschaft. Die Grenze zur Woiwodschaft Masowien ist fünf Kilometer entfernt. Olsztyn (Allenstein) liegt etwa 30 Kilometer nördlich. Nachbargemeinden sind die Gemeinden Olsztynek im Norden, Jedwabno im Nordosten, Janowo im Südosten, Janowiec Kościelny im Süden und Kozłowo im Westen.
Die Gemeinde hat eine Fläche von 378,9 km², die zu 38 Prozent land- und zu 49 Prozent forstwirtschaftlich genutzt wird. Der Fluss Nida (Neide) durchzieht den Westen der Gemeinde. Der Norden gehört zur Allensteiner Seenplatte und ist reich an kleineren Seen. Die Region gehört zum Süden des ostpreußischen Oberlandes.

## Geschichte
Die Landgemeinde wurde 1973 aus verschiedenen Gromadas neu gebildet. Stadt- und Landgemeinde wurden 1990/1991 zur Stadt-und-Land-Gemeinde zusammengelegt. Ihr Gebiet gehörte von 1946 bis 1998 zur Woiwodschaft Olsztyn im unterschiedlichen Zuschnitt. Der Powiat wurde von 1975 bis 1998 aufgelöst. Zum 1. Januar 1999 kam die Gemeinde zur Woiwodschaft Ermland-Masuren und wieder zum Powiat Nidzicki.

## Gemeindegliederung
Zur Stadt-und-Land-Gemeinde Nidzica gehören die Stadt selbst und 34 Dörfer (deutsche Namen amtlich bis 1945) mit einem Schulzenamt (sołectwo):
- Bartoszki (Bartoschken, 1938–1945 Bartzdorf)
- Bolejny (Bolleinen)
- Dobrzyń (Dobrzienen, 1877–1945 Gutfeld)
- Frąknowo (Frankenau)
- Grzegórzki (Gregersdorf)
- Jabłonka (Jablonken, 1938–1945 Seehag)
- Kamionka (Königlich Kamiontken, 1931–1945 Steinau)
- Kanigowo (Kandien)
- Likusy (Lykusen)
- Litwinki (Littfinken)
- Łyna (Lahna und auch Allendorf)
- Łysakowo (Lissaken, 1938–1945 Talhöfen)
- Magdaleniec (Magdalenz)
- Módłki (Modlken, 1938–1945 Moddelkau)
- Napiwoda (Napiwodda, 1890–1945 Grünfließ)
- Nibork Drugi
- Olszewo (Olschau, 1938–1945 Struben)
- Orłowo (Orlau)
- Piątki (Piontken, 1932–1945 Freidorf)
- Piotrowice (Piotrowitz, 1932–1945 Alt Petersdorf)
- Rączki (Rontzken, 1938–1945 Hornheim)
- Radomin (Radomin)
- Rozdroże (Karlshöhe)
- Szerokopaś (Sierokopaß, 1933–1945 Breitenfelde)
- Tatary (Berghof)
- Wały (Wallendorf)
- Waszulki (Waschulken, 1938–1945 Waiselhöhe)
- Wietrzychowo (Dietrichsdorf und auch Adlig Dietrichsdorf)
- Wikno (Wickno, 1938–1945 Wickenau)
- Wólka Orłowska (Wolka, 1938–1945 Großkarlshof)
- Zagrzewo (Sagsau)
- Załuski (Salusken, 1938–1945 Kniprode)
- Żelazno (Seelesen)
- Zimna Woda (Zimnawodda, 1893–1945 Kaltenborn)

Kleinere Orte, Siedlungen und Weiler sind:
- Borowy Młyn (Heidemühle)
- Brzeźno Łyńskie (Persing)
- Bujaki (Bujacken)
- Glinki (Glinken)
- Jastrzębiec (Habichtsberg)
- Kalkownia
- Kolonia Bartoszki
- Kolonia Waszulki
- Koniuszyn (Kommusin)
- Las Miejski
- Łyński Młyn (Lahnamühle)
- Łysakowo (Lissaken, 1938–1945Talhöfen)
- Moczysko (Adlershorst)
- Mogiłowo (Magilowa, 1938–1945 Gebsattel)
- Natać Mała (Klein Nattatsch, 1938–1945 Kleinseedorf)
- Natać Wielka (Groß Nattatsch, 1938–1945 Großseedorf)
- Parowa (Springborn)
- Pawliki (Pawlicken, 1938–1945 Palicken)
- Pólko (Terten)
- Robaczewo (Robertshof)
- Rozdroże (Osada)
- Siemiątki (Schimiontken, 1928–1945 Sagsau)
- Trzciano (Eichwerder)
- Wietrzychówko (Köllmisch Dietrichsdorf)
- Wilczyce (Wolfsgarten)
- Wolisko (Wolisko, 1938–1945Schnepfenberge)
- Wysokie (Karlshof, 1939–1945 Kleinkarlshof)
- Złota Góra (Wujeken, 1938–1945 Goldberg)

Der Ort Łączki (Albinshof) ist nicht mehr existent, ebenso wenig Łapinóż (Lapienus) und Orłowo Młyn (Orlaumühle). Olszewko (Klein Olschau) ist ein Ortsteil von Olszewo, und Podgórzyn (Albrechtau) ist untergegangen.

## Verkehr
Wichtigste Straße ist die Schnellstraße S7 (Europastraße 77) von Danzig nach Warschau. Daneben treffen in Nidzica die Woiwodschaftsstraßen DW545 (Jedwabno–Działdowo (Soldau)), DW538 (nach Łasin (Lessen)) und DW604 (nach Wielbark (Willenberg)) zusammen.

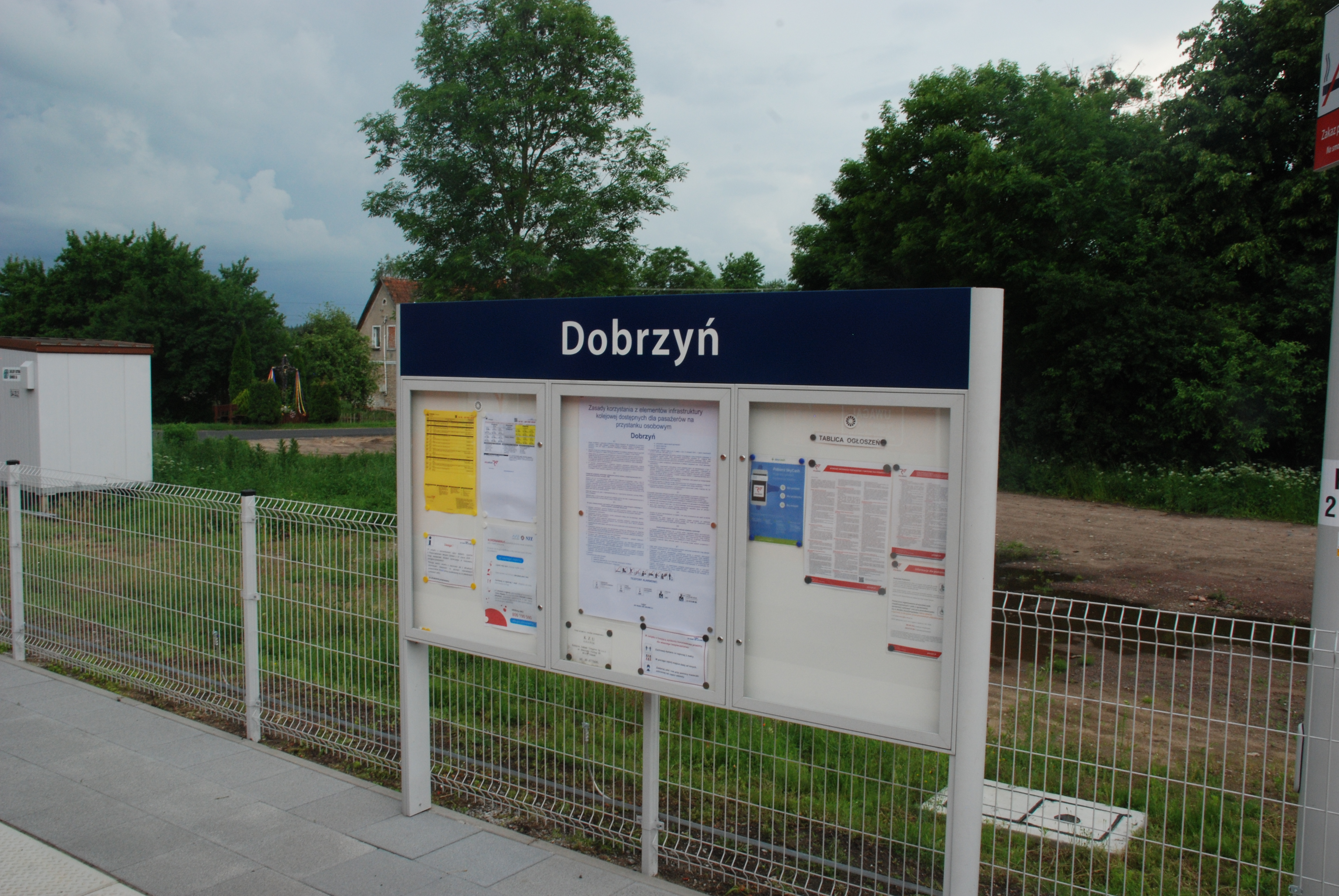
Haltepunkt in Dobrzyń

Im Bahnhof Nidzica halten Fernzüge auf der Bahnstrecke Działdowo–Olsztyn. Haltepunkte gibt es in Dobrzyń und Bujaki. – Die Bahnstrecke Nidzica–Wielbark mit dem Halt in Napiwoda wird nicht mehr regulär befahren.
Der nächste größere internationale Flughafen ist Warschau.